# S100A5
S100A5‏ (S100 calcium binding protein A5) هوَ بروتين يُشَفر بواسطة جين S100A5 في الإنسان.